# Ескельды Жылгельдыулы

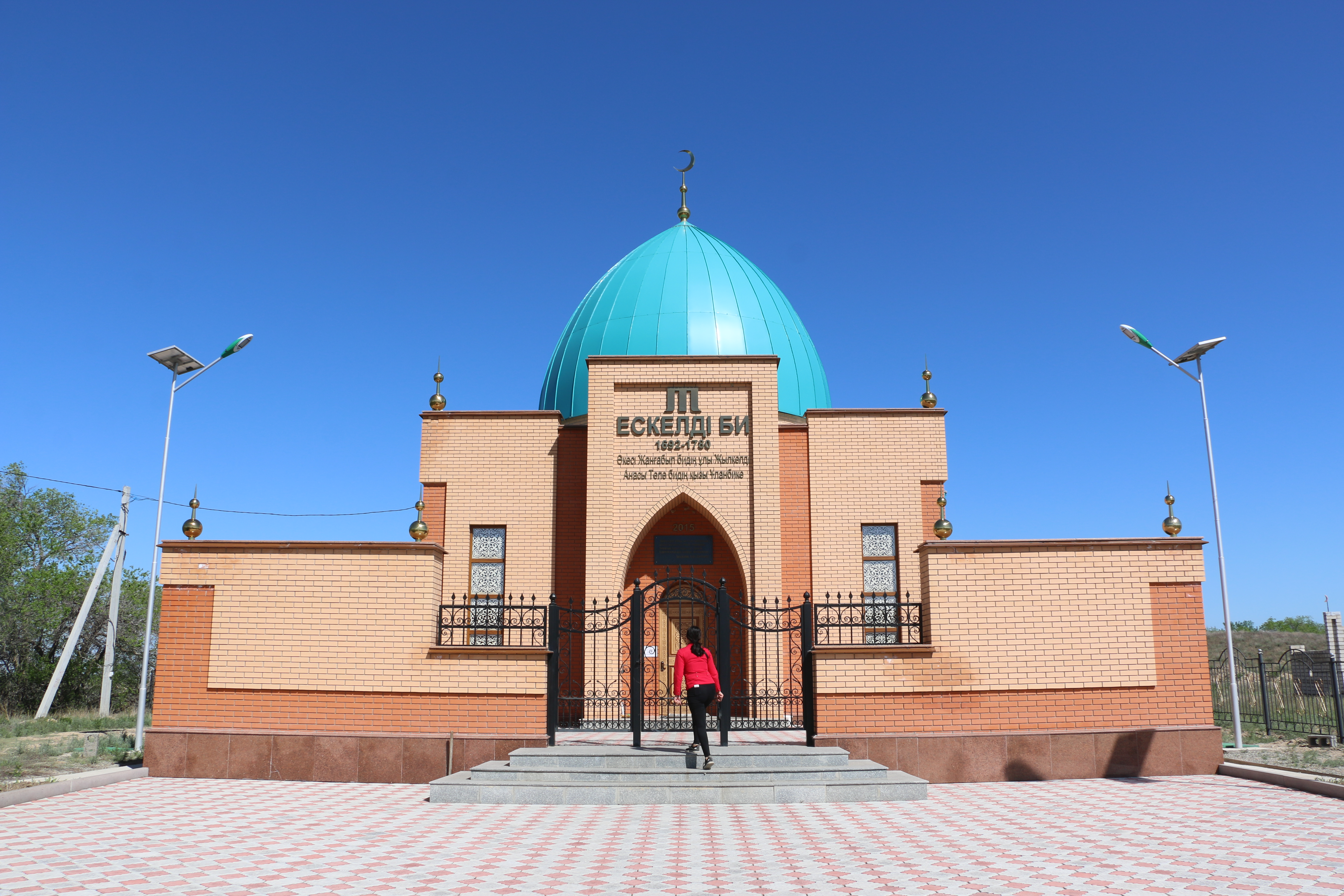
Мавзолей Ескельды би в Каратальском районе

Ескельды Жылгельдыулы, Ескельды би (ок. 1695, 1692 ныне Алматинская область — 1770) — казахский би, оратор, предводитель из рода жалайыр, внук Толе би. Происходит из подрода Сиыршы рода Шуманак племени Жалайыр. В Годы Великого бедствия отличился героизмом в сражениях с жонгарами. Сохранились легенды, в которых Ескельды предстает как верный соратник Абылай-хана, вел переговоры с калмыцким ханом Галдан-Цэреном. Об Ескельды написан роман в 2 томах «Кызыл жолбарыс» (авт. У.Доспанбет). В честь него названо село Ескельди би в Каратальском районе.

## Памятники
Мавзолей, в городе Уштобе Каратальского района, был открыт и построен к 300-летию со дня рождения бия-батыра в 1992 году. Мавзолей является самым крупным, облогороженым и посещаемым из мавзолеев Уштобе. Реконструкция мавзолея была проведена в 2015 году. Мавзолей Ескельды би считается святым. 
Монумент «Уш бэйтерек», который изображает известных батыров Ескельды, Балпыка и Кабылису, был открыт в городе Талдыкорган в 2006 году. 